# Pigrogromitus timsanus
Pigrogromitus timsanus är en havsspindelart som beskrevs av Calman, W.T. 1927. Pigrogromitus timsanus ingår i släktet Pigrogromitus och familjen Callipallenidae. Inga underarter finns listade i Catalogue of Life.